# Bootanelleus nympha
Bootanelleus nympha is een vliesvleugelig insect uit de familie Torymidae. De wetenschappelijke naam is voor het eerst geldig gepubliceerd in 1937 door Girault.